# Ansgar Wessling
Ansgar Wessling, född den 3 maj 1961 i Essen i Tyskland, är en västtysk och därefter tysk roddare.
Han tog OS-brons i åtta med styrman i samband med de olympiska roddtävlingarna 1992 i Barcelona.